# Qūrbāghestān-e Soflá
Qūrbāghestān-e Soflá (persiska: قور باغستان سفلی) är en ort i Iran.   Den ligger i provinsen Kermanshah, i den västra delen av landet, 400 km väster om huvudstaden Teheran. Qūrbāghestān-e Soflá ligger 1 293 meter över havet och antalet invånare är 301.
Terrängen runt Qūrbāghestān-e Soflá är platt åt nordost, men åt sydväst är den kuperad. Runt Qūrbāghestān-e Soflá är det ganska tätbefolkat, med 185 invånare per kvadratkilometer. Närmaste större samhälle är Kermānshāh, 16,2 km nordväst om Qūrbāghestān-e Soflá. Trakten runt Qūrbāghestān-e Soflá består till största delen av jordbruksmark.